# Ibuzir Glavan
Ibuzir, Bazir ali Busir (grško  Ιβούζηρος Γλιαβάνος, Iboúziros Gliavános, rusko Ибузир Гляван, Ibuzir Gljavan) je bil hazarski kagan, ki je vladal v poznem 7. in zgodnjem 8. stoletju, * ni znano, okoli 730, Semender. 
Leta 704 je na Ibuzirjev dvor prispel bizantinski cesar Justinijan II., ki je bil devet let izgnan v Hersonu. Ibuzir, ki ga je morda želel izrabiti v svojih političnih manevrih z Bizantinskim cesarstvom, ga je pozdravil in mu dal za ženo svojo sestro, katere hazarsko ime ni znano, po poroki pa je bila znana kot Teodora. Ibuzir je zakoncema priskrbel sredstva in hišo v Fanagoriji. 
Politični vetrovi so se kmalu obrnili in novi cesar Tiberij III. je Ibuzirju ponudil precejšnjo nagrado za svakovo glavo. Ibuzir je poslal dva agenta, Balgicina in Papacisa, da ubijeta Justinijana. Teodora je od podkupljenih atentatorjevih sužnjev izvedela za zaroto in posvarila moža. Justinijan je po banketu ubil atentatorja in z ladjo pobegnil iz Fanagorije ter poiskal pomoč pri bolgarskem kanu Tervelu. Z njegovo pomočjo je ponovno zavzel Konstantinopel. 
Ibuzir je zdaj poskušal skleniti mir z Justinijanom in poslal Teodoro v Konstantinopel. Kasneje se je zapletel v upor Justinijanovih častnikov na Krimu, ki ga je morda spodbudil prav on, kar je končno pripeljalo do kronanja Filipika Bardana za bizantinskega cesarja in Justinijanove smrti leta 711. 

## Vira
- Arthur Koestler (1. julij 1976). The thirteenth tribe: the Khazar empire and its heritage. Random House. ISBN 978-0-394-40284-0.
- Kevin Alan Brook (27. september 2006). The Jews of Khazaria. Rowman & Littlefield Publishers. str. 255–. ISBN 978-1-4422-0302-0.

| Ibuzir Glavan Rojen: ni znano Umrl: okoli 730 |                            |                  |
| Vladarski nazivi                              |                            |                  |
| Predhodnik: Kaban                             | Hazarski kagan 688/690—730 | Naslednik: Bihar |